# La Mortera (Cerredo)
La Mortera es una aldea perteneciente a la parroquia de Cerredo en el municipio de Tineo (Asturias). Tiene una población de 37 habitantes (INE 2023), bastante envejecida. Es cruzada por la carretera comarcal AS-219, que la divide en dos. Posee una casa-palacio del siglo XV y una capilla dedicada a San Pascual Baylon.

## Camino de Santiago
El lugar es atravesado por el Camino de Santiago por arriba y por abajo, ya que poco antes de llegar a la aldea se subdivide en dos. El tramo de arriba, el más antiguo y tradicional, haciendo una parada en la ermita de San Pascual Baylon continúa el camino hacia los montes de Fanfaraón, donde se encuentran las ruinas de dos antiguos hospitales de privilegio real: el que da nombre a los montes y el de Valparaíso. El desvío inferior bordea la casa-palacio en dirección al concejo vecino de la Pola de Allande. Si bien este sendero es mucho más sencillo, en la época de Alfonso II (el primero en recorrer el camino entre Oviedo y Santiago de Compostela para visitar la tumba del Apóstol) era el lugar perfecto para tender emboscadas a los peregrinos jacobeos, escondiéndose en el denso follaje.

## Historia
El antiguo pueblo de Villarmilde era la capital del coto jurisdiccional de las Morteras, que comprendía los lugares de Villarmilde, Colinas de Arriba y Abajo, Porciles, Lavadoria, Río-Castiello, La Fanosa, Cerredo y brañas del concellín, Curriellos y Besapié y que pertenecía a la familia de los Quiñones, de la que pasó a la Casa de Tineo, de esta a la Casa de Maldonado y finalmente a la Casa de Campomanes.

## Casa - palacio
El edificio, hoy en ruinas, data del siglo XV fue levantado o remodelado por la Casa de Tineo, aunque más tarde paso a los Maldonado cuyo blasón se puede observar hoy en la capilla del pueblo, vinculada al palacio. El palacio está estructurado en una torre principal, que parece ser del siglo XV o XVI por sus pequeños vanos y arco dovelado, posee planta cuadrada y se encuentra en la esquina norte. En la fachada principal, orientada al sur se encuentran dos torreones de planta también cuadrada, con ventana de medio punto con venera en el piso inferior y un pequeño ventanuco con marcos de cantería en el superior. Estos dos cuerpos se encontraban anteriormente unidos por un corredor de dos pisos en madera. El piso inferior se abre al corredor a través de una portada de medio punto con amplio dovelaje y el superior con ventanas de las mismas características.

## Capilla de San Pascual
La parte alta del pueblo posee una preciosa ermita barroca dedicada a San Pascual Baylón
La ermita datada entre los siglos XVI-XVII, está formada por un hermoso retablo policromo tallado en madera.
Presidía el retablo una bellísima talla de Santa María que fue robada en la década de los ochenta del siglo XX, encima de esta se conserva un Cristo crucificado y flanqueando la nueva figura de la Virgen María que sustituye la anterior dos figuras también en madera de San Pascual Baylon y San Jorge.
- Datos: Q5964439
- Multimedia: La Mortera (Tineo) / Q5964439